# Storbritanniens håndboldlandshold (herrer)
 For alternative betydninger, se Storbritanniens håndboldlandshold. (Se også artikler, som begynder med Storbritanniens håndboldlandshold)
Storbritanniens håndboldlandshold for herrer er det mandlige landshold i håndbold for Storbritannien. Det repræsenterer landet i internationale håndboldturneringer. De reguleres af British Handball Association. Landsholdet blev oprettet i 1969 og har deltaget i internationale turneringer i perioden 1972-1984. Det blev gendannet med henblik på deltagelse i OL 2012, da det afholdtes i London, idet værtslandets landshold altid er kvalificeret til turneringerne.
Storbritanniens mandlige håndboldlandshold har til og med 2010 blot vundet to betydende kampe i sin historie: Første sejr var ved VM i 1984 i lag C, hvor det blev 21-19 over Færøerne, mens det i 2010 i en kvalifikationskamp til EM i 2012 blev 33-32 over Bulgarien.